# Локаст Тауншип (округ Колумбія, Пенсільванія)
Локаст Тауншип (англ. Locust Township) — селище (англ. township) в США, в окрузі Колумбія штату Пенсільванія. Населення — 1458 осіб (2020).

## Демографія
Згідно з переписом 2010 року, у селищі мешкали 1404 особи в 579 домогосподарствах у складі 409 родин. Було 694 помешкання
Расовий склад населення:
| - 99,0 % — білих - 0,3 % — азіатів - 0,1 % — корінних американців - 0,1 % — чорних або афроамериканців |

До двох чи більше рас належало 0,5 %. Частка іспаномовних становила 0,5 % від усіх жителів.
За віковим діапазоном населення розподілялося таким чином: 21,2 % — особи молодші 18 років, 60,9 % — особи у віці 18—64 років, 17,9 % — особи у віці 65 років та старші. Медіана віку мешканця становила 44,9 року. На 100 осіб жіночої статі у селищі припадало 97,7 чоловіків;  на 100 жінок у віці від 18 років та старших — 90,7 чоловіків також старших 18 років.
Середній дохід на одне домашнє господарство  становив 69 037 доларів США (медіана — 53 056), а середній дохід на одну сім'ю — 83 490 доларів (медіана — 70 417). Медіана доходів становила 48 000 доларів для чоловіків та 36 563 долари для жінок. За межею бідності перебувало 8,4 % осіб, у тому числі 18,9 % дітей у віці до 18 років та 7,4 % осіб у віці 65 років та старших.
Цивільне працевлаштоване населення становило 594 особи. Основні галузі зайнятості: освіта, охорона здоров'я та соціальна допомога — 33,2 %, виробництво — 18,2 %, роздрібна торгівля — 10,4 %, будівництво — 6,1 %.